# Rolf Röhm
Rolf Röhm (* 9. April 1927 in Stuttgart; † 26. Dezember 2014 in Kirchheim unter Teck) war ein deutscher Politiker (SPD).

## Leben
Röhm wuchs mit seiner Familie in Essen auf, ehe sie 1942 ausgebombt wurde und nach Kirchheim zog. 1943 fiel sein Vater in Stalingrad, er selbst wurde als Flakhelfer in Stuttgart eingesetzt, gab aber später zu, nicht geschossen zu haben. Anfang 1945 wurde er in Italien gefangen genommen, im Sommer wurde er wieder entlassen und kehrte nach Kirchheim zurück.
An der Hochschule für Wirtschafts- und Sozialwissenschaften Nürnberg studierte Röhm Volkswirtschaftslehre, danach war er Lehrer an der Kirchheimer Handelsschule (heute Schöllkopf-Schule). In dieser Zeit promovierte er und schrieb Lehrbücher, unter anderem für Chemie. 1963 wurde er zum Direktor der Württembergischen Sparkassenschule ernannt, 1972 wechselte er zur neugegründeten Landeskreditbank, dort war er bis 1985 stellvertretender Vorsitzender des Vorstands. 1985 erhielt er, zusammen mit Hermann Wünsch, einem weiteren Vorstandsmitglied, das Bundesverdienstkreuz 1. Klasse. Elf Jahre zuvor lehnte er noch die Verleihung des Verdienstkreuzes ab. Außerdem erhielt er die höchste Auszeichnung der SPD, die Willy-Brandt-Medaille.

## Politik
1964 wurde Röhm erstmals in den Kirchheimer Stadtrat gewählt, im Jahr darauf zog er in den Nürtinger, später in den Esslinger Kreistag ein. Beiden Räten gehörte er bis 1999 an. Darüber hinaus hatte er von 1968 bis 1976 auch ein Mandat im baden-württembergischen Landtag inne.

## Publikationen
- Der Laufkunde in der neuzeitlichen Absatzwirtschaft: Eine Untersuchung der Beziehungen zwischen dem Letztverbraucher und der ihm vorgelagerten Bedarfsdeckungsmöglichkeit. o. O., 1957, Nürnberg, Hochschule für Wirtschafts- und Sozialwissenschaft (Dissertation).
- Chemie und Warenkunde Winklers Verlag, Gebrüder Grimm, 1959, Darmstadt